# Perlavia
Perlavia es un lugar de la parroquia ovetense de Trubia, en Asturias, España.
Está situado a 14,9 km de Oviedo, en la ladera izquierda del valle del Trubia, a una altitud que varía entre los 370 y los 410 metros. Se accede a él por una desviación en la carretera AS-313. Por debajo del pueblo se encuentran terrenos para cultivos.
Cuenta con una población de 53 personas, que habitan en casas de arquitectura tradicional, presentando algunas escaleras exteriores y corredores. También se pueden encontrar varios hórreos bien conservados, con tallas y relieves artísticos.
Tiene una ermita dedicada a San Antonio.
Se cree que su nombre proviene de per illam apiam, que significa junto al abia, junto al río.
Otros creen de forma bastante lógica que su nombre procede de per la vía ( por la vía), hecho destacable ya que justamente por Perlavia pasa la vía que sigue por Sama y entra en Castilla por Ventana. Además, Perlavia no se encuentra junto a ningún río, ya que el más cercano, El Guanga, está a 1 km de distancia.